# 堺・緑のミュージアム ハーベストの丘
堺・緑のミュージアム ハーベストの丘（さかい・みどりのミュージアム ハーベストのおか）は、大阪府堺市南区にある農業公園である。2000年4月14日開業。指定管理者制度に基づき、株式会社堺ファームおよび堺市農業協同組合(JA堺市)が管理・運営している。

## 概要
大人も子どもも一年を通して植物や動物とのふれあいを楽しめる体験型農業公園で、春はチューリップ・夏はひまわり・秋はコスモスと広大な花畑には四季折々の花が咲き誇る。カピバラ・羊などとのふれあいや餌やり体験を行うことができるほか、陶芸体験やグルメ体験などの体験教室、芝すべり・アスレチック・ゴーカートなどのアクティビティも充実している（別途有料）。園内にはレストランもある。売店では、園内で製造されたクラフトビールや自家製ソーセージなども購入ができる。2020年3月20日、シルバニアファミリーの屋外テーマパーク「シルバニアパーク」が関西初オープンした。

### 基本理念
- 目的[1]
  - 南部丘陵地域に残された豊かな自然環境の保全と活用を図る。
  - 農産物の生産、加工、流通を一体化させた都市型農業の展開により農業所得の拡大と雇用の創出を図る。
  - 都市住民が農業文化や自然にふれ、楽しむ場を提供する。
- テーマ[1]
  - 新鮮・安全・美味しい農産物のあふれる収穫祭の村

### 施設
- 堺市立農業公園[1]
  - 加工体験施設(指定管理者:株式会社堺ファーム)
    - 農産物加工工房(ミルクプラント、特産品加工工房)
    - 加工体験試食室、加工体験工房
    - 総合交流ターミナル(交流室、他)
    - ハーブ園
    - イチゴハウス
    - 親水施設
    - 菜園、小動物ふれあい広場等

  - 交流施設(指定管理者:JA堺市)
    - 農産物直売所
- 堺市立農業公園以外の部分(運営主体:株式会社堺ファーム) [1]
  - レストラン・バーベキューサイト
  - 物販施設
  - 地ビール工房
  - 遊戯施設
  - 陶芸施設等

### 入園料
- 大人（中学生以上） 1,500円
- 子ども（4歳から小学生） 1,000円
- 年間パスポート - 大人4,500円 子ども3,000円 （金額は新規の場合。新規登録時の入園料も年間パスポート費用に含まれる。更新は有効期限3ヶ月前から可能

### 営業時間
- 10：00～17：00(最終入園16：00)　※夜間イベント開催時を除く

## 交通

### 公共交通機関
- 南海泉北線泉ヶ丘駅から路線バス（南海バス泉ヶ丘・ハーベストの丘線（225・225V系統）「ハーベストの丘行き」）で約20分。1時間あたり、平日は1-2便、土日祝は2-3便が運行されている
- 南海泉北線栂・美木多駅から路線バス（南海バス）で約12分「御池台(みいけだい)5丁」にて下車。下車後徒歩約20分

### 車
- 阪和自動車道 堺ICから府道61号線（泉北2号線）で南へ約15分

## その他
- 南海電気鉄道難波駅・天下茶屋駅および泉北高速鉄道泉ヶ丘駅などで、ハーベストの丘で作られた加工食品を販売することがある（不定期出店）。